# Socket 462
Socket A també conegut com a Socket 462 és utilitzat pels processadors d'AMD, des de l'Athlon K7 fins a l"Athlon XP 3200+, i pels de baix pressupost Duron i Sempron. El socket és una reixeta per a 462 pins.
El Socket A ha estat reemplaçat per AMD al llançar la seva nova gamma de processadors Athlon 64 per nous tipus de socket com el Socket 754 (canal simple memòria) utilitzat pels processadors Sempron i Athlon 64, el Socket 939 (canal doble de memòria) utilitzat pels Athlon 64, Athlon 64 FX i AMD64 x2 (doble nucli) i el socket AM2 similar a 939 però amb suport per als nous processadors que treballen amb memòria DDR2. El socket 462 fou llençat al mercat l'any 1996

## Especificacions tècniques
- Suporta processadors amb velocitats de rellotge entre 600 MHz (Duron) i 2333MHz (Athlon XP 3200+)
- Bus frontal de doble velocitat (DDR SDRAM), 100 MHz, 133Mhz, 166MHz i 200 MHz en processadors Duron i Athlon XP, basat en el bus EV6 del DEC Alpha.
- És la plataforma sobre la qual va operar el primer processador x86 d'1 GHz